# Blephistelma
Blephistelma nekadašnji monotipski rod iz porodice Passifloraceae.
Jedina vrsta Blephistelma aurantia Raf., sinonim je za Passiflora aurantia Forst. fil.